# Lasiopezus brunoi
Lasiopezus brunoi är en skalbaggsart som beskrevs av Stefan von Breuning 1972. Lasiopezus brunoi ingår i släktet Lasiopezus och familjen långhorningar.
Artens utbredningsområde är Kenya. Inga underarter finns listade i Catalogue of Life.